# Das Fass Amontillado

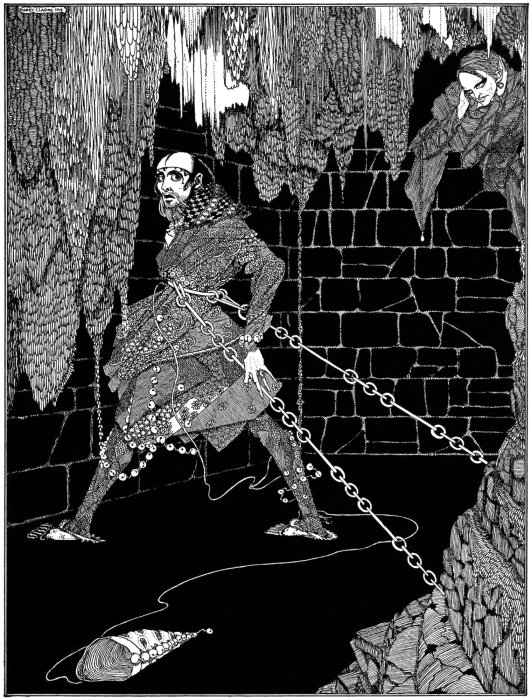
Das Fass Amontillado, Illustration von Harry Clarke, 1919

Das Fass Amontillado, englisch The Cask of Amontillado, ist eine der berühmten späten Kurzgeschichten von Edgar Allan Poe, die erstmals 1846 in der November-Ausgabe von Godey’s Lady’s Book veröffentlicht wurde.

## Inhalt
Der Ich-Erzähler Montrésor lockt den verhassten Fortunato, der sich irrtümlich noch für Montrésors Freund hält, während des Karnevals in die Gewölbe unter seinem Palazzo und mauert ihn dort als Rache für erlittene „tausendfältige Unbill“ lebend ein. Als Köder dient Montrésor ein Fass Amontillado, das dort unten angeblich auf die beiden Kenner warte und begutachtet werden müsse. Immer, wenn Fortunato mitzukommen zögert, erwähnt Montrésor Luchresi (gemäß der Originalausgabe, bei moderneren Ausgaben und in der Literaturforschung wird gelegentlich auch „Luchesi“ verwendet), einen anderen Freund, den er ja auch um sein Urteil bitten könne. Das genügt, um Fortunato in die mörderische Falle zu locken. Was Fortunato dem rachsüchtigen Ich-Erzähler Montrésor Unverzeihliches angetan hat (und ob Fortunato vielleicht gar das unschuldige Opfer eines Paranoikers ist), bleibt im Dunkeln.
Im Text erwähnt Montrésor sein Familienmotto „Nemo me impune lacessit“ („Niemand kränkt mich ungestraft“ oder auch „Niemand greift mich ungestraft an“). Nicht in jeder Fassung des Textes wird das lateinische Familienmotto übersetzt.

## Deutung
Edgar Allan Poe schrieb und publizierte diese Erzählung 1846, als er sich im War of the Literati befand, der in einer Klage Poes wegen übler Nachrede gipfelte. Poes Gegner war Thomas Dunn English, die Auseinandersetzung fand in den Spalten des New Yorker Evening Mirror statt, dessen Leiter Hiram Fuller war. Die heimliche Wut des Ich-Erzählers Montrésor würde bei dieser Deutung dann seine Wut auf Thomas Dunn English (Fortunato) widerspiegeln, mit dem immer wieder aufgeführten Luchresi könnte Hiram Fuller gemeint sein (Hiram Fuller schielte leicht, wodurch die Anglifizierung „Look crazy“ des italienischen Luchresi Sinn bekommt), den Poe als Richter anzurufen droht.
1846 publizierte English den Roman 1844, or, The Power of the S.F. bzw. MDCCCXLII. or the Power of the S. F. In diesem Roman erscheint die Figur des Marmaduke Hammerhead, die eine satirische Parodie Poes darstellt. Hammerhead wird als berühmter Verfasser von ‘The Black Crow’ beschrieben und nutzt Ausdrücke wie ‘Nevermore’ und ‘lost Lenore’, die einen eindeutigen Bezug auf das ein Jahr zuvor veröffentlichte Gedicht The Raven von Poe enthalten. Als Persiflage Poes wird Hammerhead in dem Roman als Trunkenbold und Lügner charakterisiert, der auch eine missbräuchliche sexuelle Beziehung eingeht.
Poe wiederum greift in seiner Kurzgeschichte zahlreiche Themen und Szenen dieses Romans auf und persifliert sie seinerseits.
Martha Womack weist auf weitere Parallelen der Figur des Fortunato zu Poes Stiefvater John Allan hin.
Wie Hagopian und Cunliffe sowie O’Donovan in ihrer Deutungen der Geschichte aufzeigen, geht Das Fass Amontillado jedoch weit über den gattungstypischen Rahmen einer bloßen Schauergeschichte hinaus. Jenseits der Lesart als wirkungsvolle düstere Horror- oder Rachegeschichte („first-class gothic story“) im Sinnes des von Poe poetologisch geforderten „single effect“ (dt.: „einzigartigen Effekts“) kann The Cask of Amontillado gleichermaßen als „a profound psychological and moral study“ (dt.: „eine tiefsinnige psychologische und moralische Studie“) verstanden werden, die suggestiv die Imagination und Vorstellungskraft des Lesers anspricht.
So lege Montrésor fünfzig Jahre nach seiner grausigen Mordtat – vermutlich auf dem eigenen Sterbebett in Gegenwart eines Priesters – ein intimes Geständnis ab, in dem er einerseits Reue zeige und für die Seele seines Opfers bete, andererseits jedoch zugleich äußerst verbittert darüber sei, dass sein Plan einer perfekten Rache sich letztlich nicht erfüllt habe.
Eine andere Deutung des „In Pace Requiescat“ stellt es als eine letzte Verhöhnung des Opfers dar. Der Grund für die Rache wird in der gesamten Geschichte nicht genannt; Montrésor und Fortunato werden dabei als sehr ähnliche Charaktere dargestellt, das Wappen der Montrésors, ein eine Schlange zertretender Fuß, in dessen Ferse sich die Zähne der Schlange verbeißen, entstammt Gen 3,15  und ist ein Symbol für die im Grundsatz fehlgeleitete menschliche Rache: Während der unzuverlässige Erzähler Montrésor sich als den Fuß sieht, der die Schlange Fortunato zertritt, ist für den Leser die Annahme einleuchtender, dass Fortunato tollpatschig auf die Schlange Montrésor getreten habe, die sich daraufhin zeitlebens in Fortunato verbissen habe.
Poes Protagonisten beschreiben Amontillado, der eine Form von Sherry ist, als eine italienische Weinsorte („I was skillful in the Italian vintages myself and bought largely whenever I could.“) Die beiden Freunde kosten einen Médoc, ebenfalls nicht die „italienische Lese“, auf die Montrésor sich zu kaprizieren vorgibt. Fortunato, der angebliche Weinkenner, erklärt dabei den von Montrésor vorgeschlagenen Köder Luch(r)esi zum Dilettanten, da dieser „Amontillado nicht von Sherry“ unterscheiden könne; die Weine, die Montrésor ihm reicht, weiß er nicht einzuordnen, und durch sein Trinken bringt er sich außerstande, den Amontillado wie „erbeten“ einzuordnen. Er könnte, anstelle eines Connaisseurs, der zu sein er vorgibt, einfach ein Alkoholiker sein.
Der Ich-Erzähler besitzt zwar einen römischen Palazzo, trägt aber einen französischen Namen. Am italienischen Dekor reizen Poe (wie in Politian und Die Verabredung) Maske, Musik und Einbettung in fiktive uralte Traditionen, wie es sie in den Vereinigten Staaten nicht gibt, außerdem huldigt er darin der schwarzen Romantik Byrons.
Die Furcht vor lebendigem Begräbnis war zur Entstehungszeit der Geschichte weit verbreitet. In vielen Särgen konnte sich ein fälschlich für tot Erklärter noch nach dem Begräbnis bemerkbar machen.
Völlig aus dem Kontext scheint Marie Bonaparte die Erzählung zu reißen, die sie als Zeuge für die Psychoanalyse sieht und andere Gleichsetzungen durchführt. Sie sieht in Fortunato ein Abbild des verhassten Ziehvaters John Allan und reiht die Erzählung in die Gruppe derjenigen ein, die in verschlüsselter Form Poes vermeintliche „Vatermordphantasien“ behandelten. Die gemeinsame Liebe zum Wein deutet sie als „Ödipusrivalität“, sie setzt psychoanalytisch das Gewölbe mit dem Mutterleib gleich. Dass er als Gruft dargestellt wird, leuchte ein, wenn man bedenkt, dass sowohl Poes Mutter und Ziehmutter als auch sein Vater und Ziehvater zu diesem Zeitpunkt tot sind und seine Ehefrau todkrank ist. Außerdem weist Marie Bonaparte darauf hin, dass Poe zu dieser Zeit die Dichterin Frances Osgood verehrte, auf die auch sein Freund Rufus Wilmot Griswold ein Auge geworfen hatte. Rivalität um die geliebte Frau könne also ein drittes Motiv für die Erzählung gewesen sein.

## Deutsche Übersetzungen (Auswahl)
- 1908: Bodo Wildberg: Das Faß Amontillado. Die Bücher des Deutschen Hauses, Berlin.
- 1910: Gisela Etzel: Das Faß Amontillado. Propylaen Verlag, München.
- 1911: Hedda Moeller-Bruck und Hedwig Lachmann: Das Faß Amontillado. J.C.C. Bruns, Minden.
- 1922: M. Bretschneider: Das Faß Amontillado. Rösl & Cie. Verlag, München.
- 1925: Wilhelm Cremer: Das Faß Amontilladowein. Otto Mieth Verlag, Berlin.
- 1925: Stefan Hofer: Das Faß mit Amontilladowein. Interterritorialer Verlag „Renaissance“, Wien.
- ca. 1925: Bernhard Bernson: Das Faß Amontillado. Josef Singer Verlag, Straßburg.
- 1945: Marlies Wettstein: Das Faß Amontillado. Artemis, Zürich.
- 1955:  Arthur Seiffart: Das Faß Amontillado. Tauchnitz, Stuttgart.
- 1966: Hans Wollschläger: Das Gebinde Amontillado. Walter Verlag, Freiburg i. Br.
- 1989: Heide Steiner: Das Faß Amontillado. Insel-Verlag, Leipzig.
- 1989: Thekla Zachrau: Das Faß Amontillado. Reclams Universal-Bibliothek, Stuttgart.

## Anmerkung
Die Erzählung wurde auf dem Album Tales of Mystery and Imagination des Alan Parsons Project musikalisch vertont.

## Adaptionen
- 1962 wurde der amerikanische Spielfilm Tales of Terror veröffentlicht. Dieser beinhaltet mehrere Geschichten Poes. Die Handlung von Das Fass Amontillado und Der schwarze Kater wurden hier miteinander kombiniert.
- Der Spielfilm Dolan’s Cadillac (2009) enthält Anspielungen auf die Geschichte Poes